# Le Cercle rouge
Pour l’article homonyme, voir Le Cercle rouge (homonymie).
Pour plus de détails, voir Fiche technique et Distribution.
Le Cercle rouge est un film français écrit et réalisé par Jean-Pierre Melville, sorti en 1970. Il s'agit de l'avant-dernier film de Bourvil, qui meurt la même année.

## Titre
Un texte s’affiche à l’écran dès avant le générique : « Çakyamuni le Solitaire, dit Sidarta Gautama le Sage, dit le Bouddah se saisit d'un morceau de craie rouge, traça un cercle et dit: Quand des hommes, même s’ils s’ignorent, doivent se retrouver un jour, tout peut arriver à chacun d’entre eux, et ils peuvent suivre des chemins divergents. Au jour dit, inéluctablement, ils seront réunis dans le cercle rouge. — Rama Krishna »

## Synopsis
Après cinq ans d'emprisonnement dans un établissement pénitentiaire de Marseille, Corey (Alain Delon) est sur le point de bénéficier d'une libération anticipée pour conduite exemplaire. La veille de sa sortie, le surveillant-chef de la prison lui propose une affaire conçue par un autre détenu, mourant. D'abord méfiant, Corey accepte de reprendre ce plan à son compte.
Sitôt libre, Corey rend visite à son ancien comparse, un nommé Rico, caïd enrichi, devenu amant de sa petite amie, qui lui est resté redevable car Corey ne l'a jamais dénoncé.
Peu disposé à perdre du temps, Corey contraint le malfrat à lui ouvrir son coffre et rafle l'épaisse liasse d'argent liquide qui se trouvait à l'intérieur, butin plus sûr que le chèque qui lui avait d'abord été proposé.
Humilié et amer, Rico dépêche deux de ses sbires aux trousses de Corey. Dans une salle de billard, Corey saisit une queue et, à l'aide d'une craie rouge, trace avec son procédé (l'embout de la queue qui sert à frapper les boules) un cercle qu'il remplit ensuite, avant de disperser les boules. C'est alors que les hommes de Rico le rejoignent et l'entretien se termine dans le sang. Corey repart indemne non sans avoir arraché le fil du téléphone, empêchant ainsi le patron de l'établissement d'appeler la police.
Avec une partie de cet argent, Corey achète une Plymouth Fury d'occasion exposée à la vitrine d'un garage, au volant de laquelle il se met immédiatement en route afin de regagner son domicile, dans le 16e arrondissement de Paris.

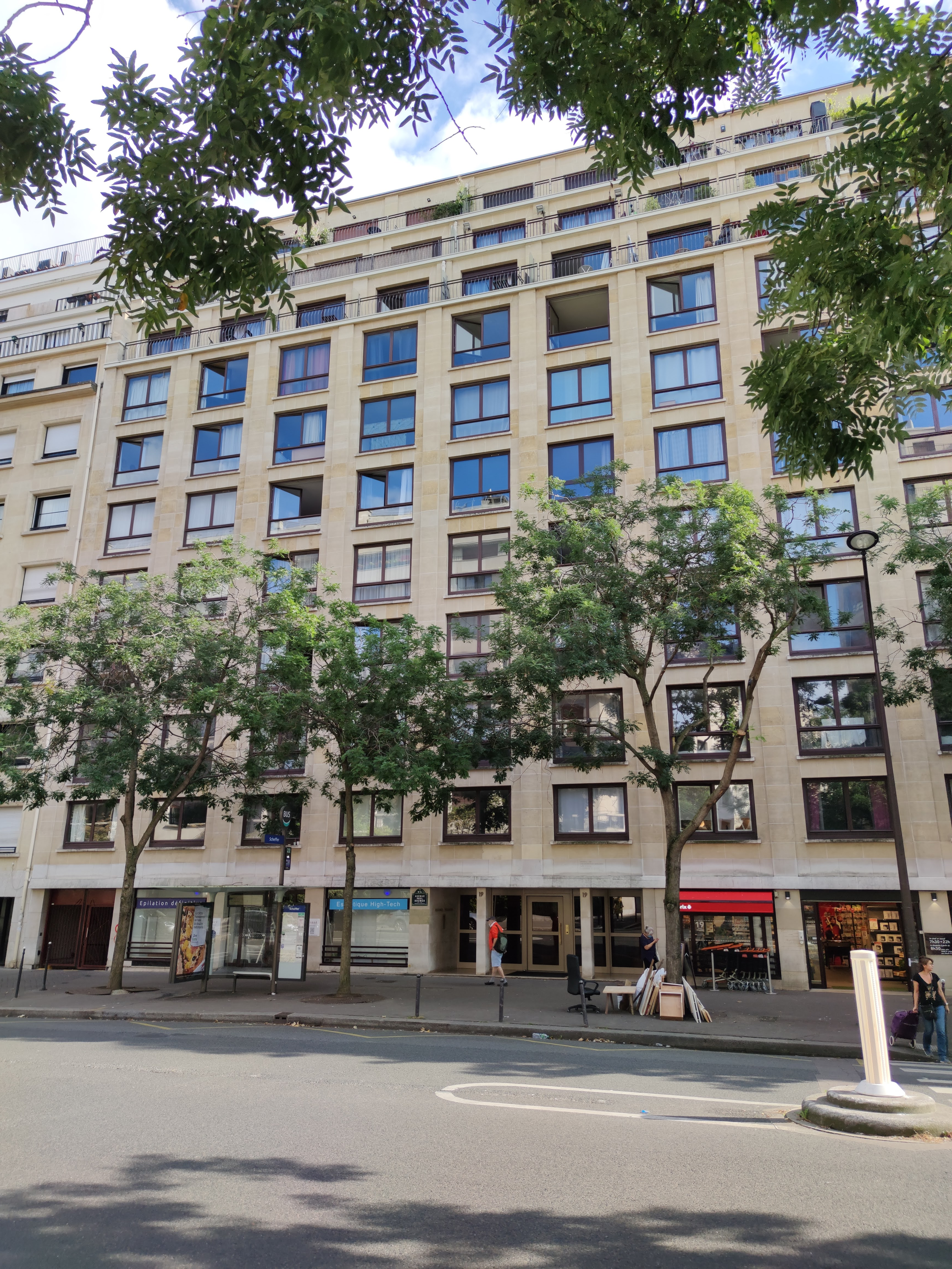
19, avenue Paul-Doumer, Paris. Immeuble où est domicilié Corey.

Pendant ce temps, un malfrat du nom de Vogel (Gian Maria Volonté) est escorté par le commissaire principal François Mattei (Bourvil) de Marseille à Paris par le train de nuit. 
Malgré la vigilance du policier, Vogel réussit à s'évader en sautant par la fenêtre du train en marche lors de la traversée d'une zone boisée en Bourgogne. Il parvient à échapper aux coups de feu du commissaire ainsi qu'aux battues des gendarmes pourtant accompagnés de leurs chiens. De nombreux points de contrôles de police et de gendarmerie se mettent en place sur la route que suit déjà Corey, pour tenter de retrouver Vogel. Au terme d'une harassante fuite à pied et surpris par une tempête de neige, le fugitif s'arrête devant un restaurant de bord de route et se glisse dans le premier coffre non verrouillé d'une voiture, qui se trouve être celle de Corey.
Ce dernier, qui a entendu à la radio un flash au sujet de l'évasion au cours de son repas, fait mine de n'avoir rien remarqué de la scène et reprend tranquillement sa route. Quelques kilomètres plus loin, parvenu dans un endroit isolé, en plein milieu d'un champ boueux, il signifie à Vogel qu'il peut sortir du coffre de la voiture.
Les deux hommes d'abord méfiants l'un envers l'autre, se flairent, se reconnaissent comme étant du même monde, et finissent rapidement par s'entendre. Ils s'empressent de poursuivre leur long et périlleux trajet. Beaucoup plus loin, deux autres sbires de Rico rattrapent et arrêtent la voiture de Corey en vue de l'abattre dans une forêt située le long de la route nationale. C'est alors que Vogel ressort du coffre et tire d'affaire son nouveau complice en tuant les deux hommes, et en utilisant leurs propres armes à feu pour faire croire qu'ils se sont entretués.
En début de soirée, les deux hommes arrivent à Paris et s'installent dans l'appartement de Corey, abandonné, sans électricité ni communication, poussiéreux et en proie aux araignées qui ont tissé leurs toiles durant ses longues années d'absence.
Dès le lendemain, ils décident de s'associer dans un gros coup : le casse d'une bijouterie située place Vendôme. Ils ont besoin d'un tireur de précision pour neutraliser à plusieurs dizaines de mètres de distance, la cellule photo électrique qui commande l'ensemble du dispositif de protection. Heureusement, Vogel en connait un : Jansen (Yves Montand), un ex-flic déchu, tireur d'élite, qui a sombré dans l'alcoolisme et est parfois en proie à des hallucinations, lors de crises de delirium tremens.
Le cambriolage, exécuté de main de maître, réussit grâce à la participation décisive de Jansen, à qui ce casse a restitué une raison de vivre et qui est ainsi parvenu à surmonter son alcoolisme.
Pendant ce temps, le commissaire Mattei fait pression sur Santi (François Périer), un tenancier de boîte de nuit qui connaît Vogel. Au départ fermement opposé à toute collaboration avec la police, Santi finit par céder pour sauver son fils, trouvé en possession de drogue alors qu'il vient d’être arrêté, dans un traquenard tendu par Mattei.
Mattei peut alors remonter par ce moyen jusqu'aux trois hommes et leur tendre un piège en se faisant passer pour un receleur. Lors de la rencontre, Corey, Vogel et Jansen sont tous les trois abattus en tentant de fuir.

## Fiche technique
- Titre : Le Cercle rouge
- Réalisation : Jean-Pierre Melville
- Scénario : Jean-Pierre Melville
- Producteurs : Robert Dorfmann et Jacques Dorfmann
- Musique : Éric Demarsan
- Directeur de la photographie : Henri Decaë
- Caméra : Charles-Henry Montel
- Montage : Marie-Sophie Dubus et Jean-Pierre Melville
- Son : Jean Nény
- Son direct : Jacques Carrère
- Costumes : Colette Baudot
- Création des décors : Théobald Meurisse
- Décorateur de plateau : Pierre Charron
- Accessoires : René Albouze
- Assistant du décorateur de plateau : Marc Desages
- Assistantes montage : Elisabeth Sarradin, Christine Grenet, Claudine Kaufmann
- Assistants son : Guy Chichignoud, Victor Revelli
- Photographe de plateau : Yves Manciet, André Perlstein
- Directeur de production : Alain Quefféléan
- Premier assistant réalisateur : Bernard Stora
- Assistants réalisateur : Bernard Girardot, Michel Léonard et Pierre Tatischeff
- Script : Jacqueline Parey-Decaë
- Assistants caméra : François Lauliac et Jean-Paul Cornu
- Régisseur général : Gérard Crosnier
- Bijoux : René Llonguet
- Production : Les Films Corona (Paris), Selenia (Rome)
- Pays d'origine : France, Italie
- Format : Eastman Color - 1,85:1 - Mono - 35 mm
- Genre : film noir, drame
- Durée : 140 minutes
- Date de sortie : 20 octobre 1970 (France)
- Affiche : René Ferracci (France)

## Distribution
- Bourvil (crédité André Bourvil) : François Mattei
- Alain Delon : Corey
- Yves Montand : Jansen
- Gian Maria Volonté (VF : Jean Négroni) : Vogel
- François Périer : Santi, patron d’une boîte parisienne
- Paul Crauchet : le receleur
- André Ekyan : Rico, truand marseillais, ancien complice de Corey
- Jean Champion : le garde-barrière
- Jean-Pierre Posier : l'adjoint de Mattei
- Pierre Collet : le gardien ripou de la prison marseillaise
- Anna Douking : la compagne de Rico, l'ex-compagne de Corey
- Édouard Francomme : le gardien de la salle de billard
- Jean-Pierre Janic : Paul, l'homme de Rico à la salle de billard
- Paul Amiot : Marchand, l'inspecteur général des services de police, supérieur de Mattei, ancien professeur de balistique de Jansen
- René Berthier : le directeur de la Police Judiciaire
- Jean-Marc Boris : Jean-Marc Santi, le fils de Santi
- Jean-Pierre Castaldi (non crédité) : le portier du Santi's
- Stéphanie Fugain (non créditée) : la vendeuse de cigarettes du Santi's
- Mireille Darc (non créditée) : la vendeuse de la rose du "Santi's"
- Robert Favart : le vendeur de la bijouterie Mauboussin
- Yves Arcanel : le juge d'instruction
- Jean Pignol : l'employé du greffe
- Jean Franval : le tenancier d'hôtel
- Jacques Galland : le chef de train
- Pierre Lecomte : l'adjoint de l'IGS
- Yvan Chiffre : un policier
- Roger Fradet : un policier
- Jacques Léonard : un policier
- Jacques Leroy : un policier
- Robert Rondo : un policier
- Marcel Bernier (non crédité) : un garde

Photos des principaux interprètes.
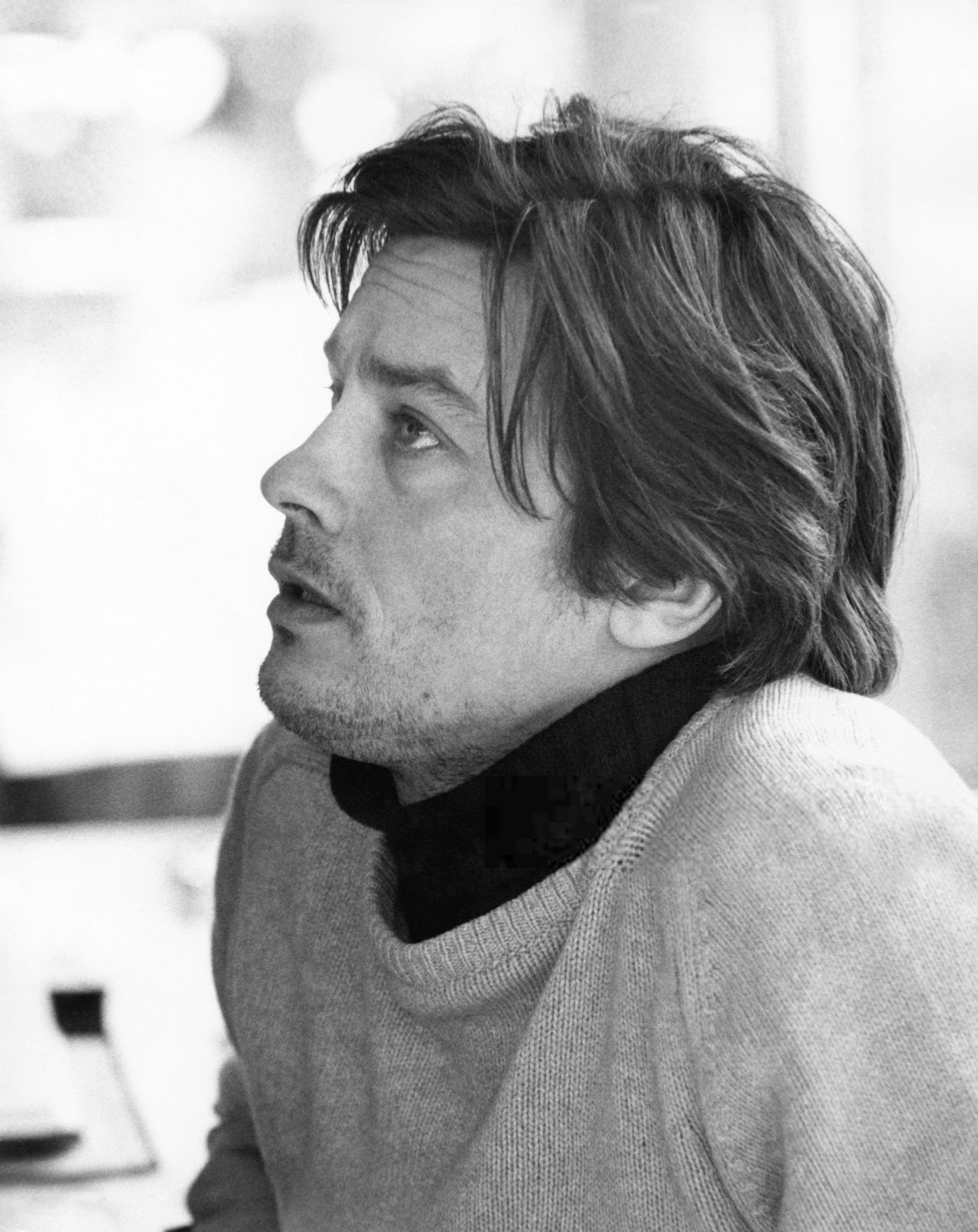
Alain Delon en 1972.
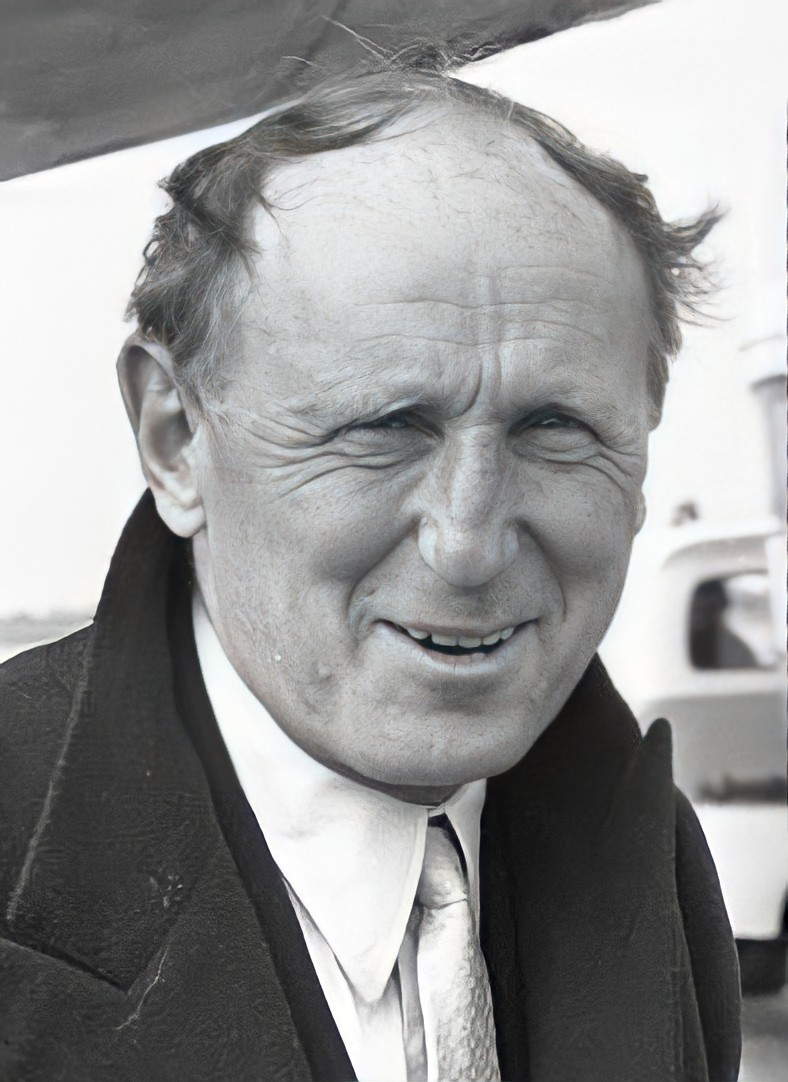
Bourvil en 1967.
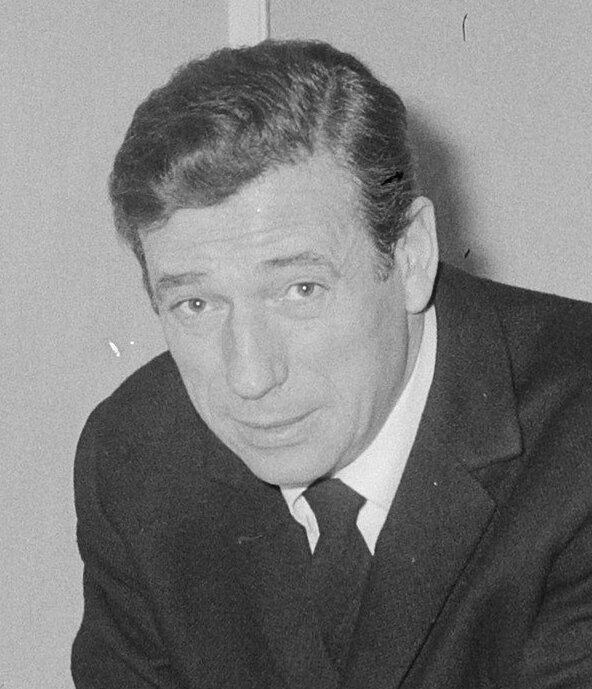
Yves Montand en 1965.
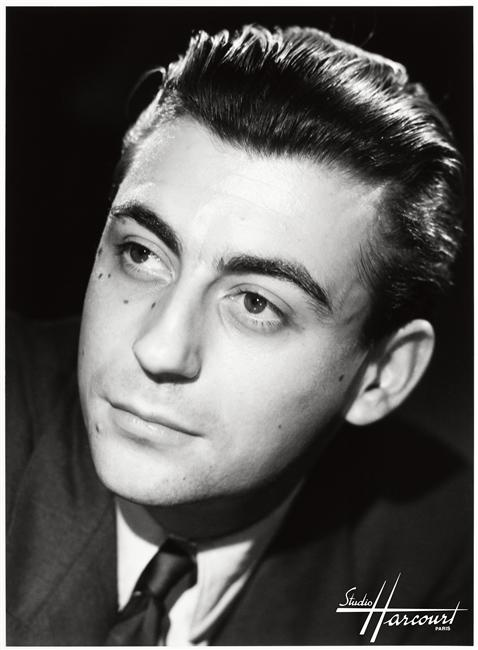
François Périer en 1952.

## Production

### Tournage
Le tournage a eu lieu du 26 janvier au 13 avril 1970.

#### Lieux de tournage
- Marseille, et notamment la gare de la Blancarde.
- Sur l'A7 au nord de Marseille et en vue d'un embranchement avec l'A51 : Corey arrête sa voiture américaine en bordure de chaussée, nettoie et range ses deux pistolets dans le coffre (27e minute du film).
- Sur la RN6 à Saint-Loup-de-Varennes au niveau du Monument à Niépce : Corey rencontre le premier barrage routier, sous une pluie battante.
- Relairoute de Bel-Air (au nord de La Rochepot, Côte-d'Or)[2] sur la RN6, face à une station-service Esso (le « Relairoute », fermé depuis 1972, a été racheté et réhabilité par la Communauté d'agglomération Beaune Côte et Sud ) : Vogel s'introduit dans le coffre de la voiture de Corey, pendant que ce dernier y prend son repas tout en y écoutant les informations.
- Studios de Boulogne.
- Paris, 25, rue Danielle-Casanova : Corey et Vogel garent leur Plymouth devant la crémerie Vendôme avant le casse de la bijouterie Mauboussin.
- Paris, 2, rue des Carmes, angle du boulevard Saint-Germain, au-dessus du café Le village Ronsard, appartement de l'inspecteur Mattei.
- Paris, 20, place Vendôme, bijouterie Mauboussin.
- Paris, bureaux de la police judiciaire, 36, quai des Orfèvres.
- Paris, appartement, 19, avenue Paul-Doumer.
- Monthyon (Seine-et-Marne), scènes finales dans le parc du château de Jean-Claude Brialy.

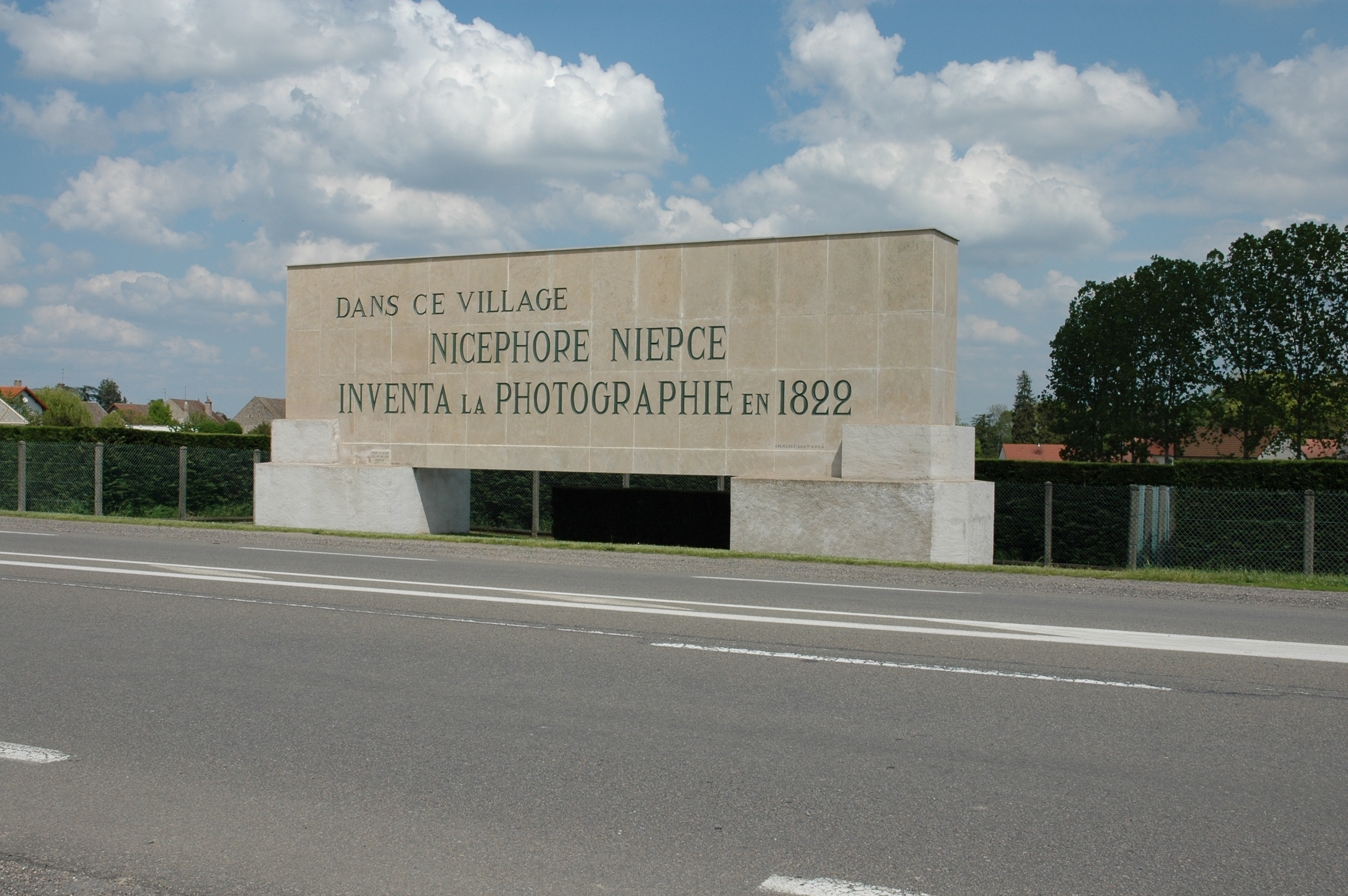
Saint-Loup-de-Varennes, où Corey rencontre le premier barrage policier.
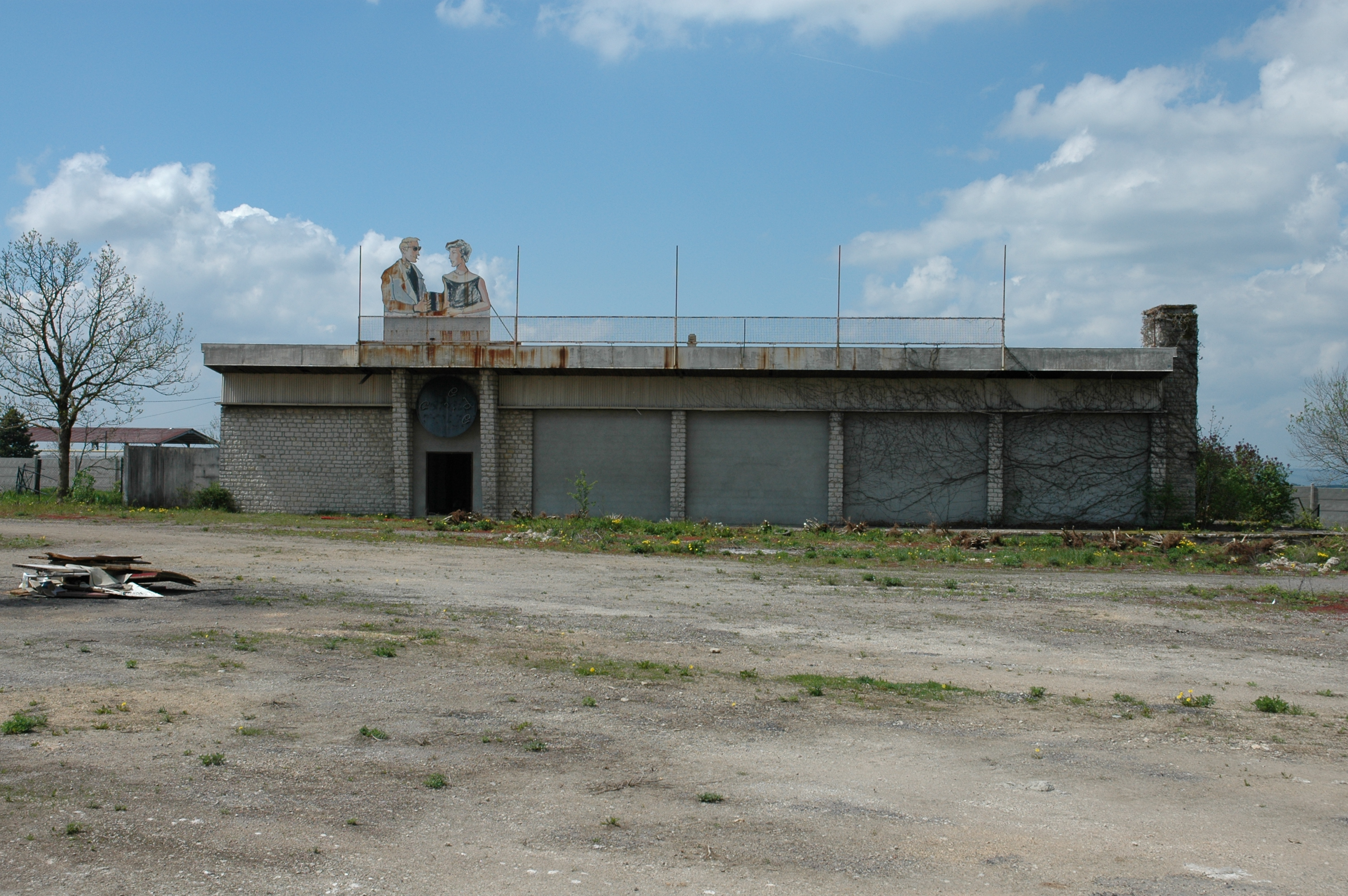
Relairoute de Bel-Air, La Rochepot, où Corey prend un repas dans un Relairoute.
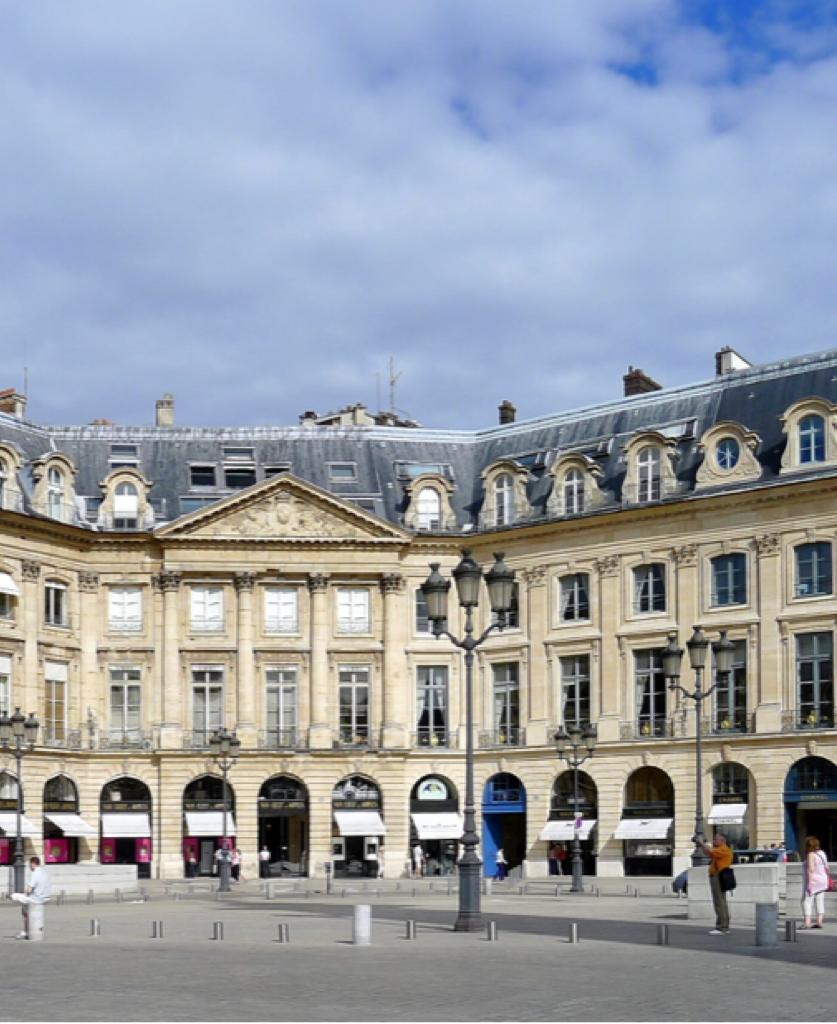
20, place Vendôme à Paris, adresse de la bijouterie Mauboussin.

### Interprètes
- Jean-Pierre Melville avait initialement prévu une distribution totalement différente : Lino Ventura : commissaire Mattei ; Paul Meurisse : Jansen ;  Jean-Paul Belmondo, puis Johnny Hallyday : Vogel.
- C'est l'avant-dernier film de Bourvil, alors déjà atteint par la maladie de Kahler, et également le seul film où il est crédité au générique avec son prénom : André Bourvil[3]. Se sachant condamné[4], Bourvil cache sa maladie et reçoit des piqûres de morphine pour tenir le rythme du tournage. Il meurt le 23 septembre 1970, un mois avant la sortie du film.
- Melville a tourné une seconde prise de la fin du film : une plaisanterie de Bourvil lors du tournage du dernier plan, comme pour tomber le masque. Elle montre le commissaire Mattei disant à son adjoint qui marche derrière lui : « « Vous savez comment j'ai fait pour arriver à la solution de cette affaire ?… Eh bien, c'est tout simplement en appliquant… » et il entonne La Tactique du gendarme. L’équipe de tournage se met à rire et Bourvil de conclure : « Ça c’est des Happy Ends ! ». Cette scène de 53 secondes fut présentée par Melville lui-même après la mort de Bourvil[5].

### Accessoires
La Plymouth Fury III noire de 1966 utilisée par Corey (Alain Delon), ainsi qu'une Pontiac Firebird blanche de 1969 que l'on aperçoit garée de nuit dans une rue de Paris (lorsque les cambrioleurs vont dévaliser la bijouterie), sont les automobiles personnelles de Jean-Pierre Melville. Il les utilisera également dans le film Un flic, en 1972.

### Scènes du film
Le film s'ouvre sur une citation apocryphe de Râmakrishna : « Çakya Muni le solitaire dit Sidarta Gautama le sage dit le Bouddah se saisit d’un morceau de craie rouge, traça un cercle et dit : - Quand les hommes, même s’ils s’ignorent, doivent se retrouver un jour, tout peut arriver à chacun d’entre eux, et ils peuvent suivre des chemins divergents ; au jour dit, inexorablement, ils seront réunis dans le cercle rouge. »
Quand Corey, fraîchement libéré de prison, revient dans le club de billard où il avait ses habitudes, il se saisit d'une queue de billard et trace à la craie rouge un cercle avec le procédé, l'embout situé à l'extrémité qui entre en contact avec la bille. Traditionnellement, la craie de billard est plutôt bleue. L'usage du rouge n'est pas une pratique courante.
La séquence du casse dure vingt-cinq minutes sans aucun dialogue. Les sept premières minutes du film ne comportent pas non plus de dialogue.

### Bande originale
La bande originale de ce film a été composée par Éric Demarsan, il s'agit de la deuxième collaboration du compositeur avec Jean-Pierre Melville, après L'Armée des ombres.

#### Genèse du projet

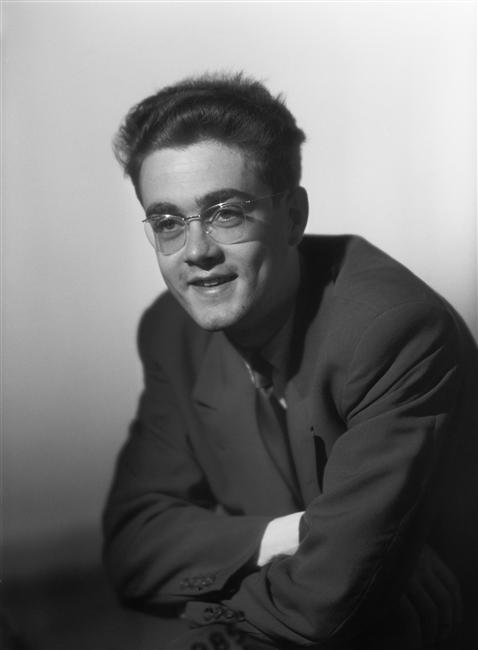
Trop luxuriante, la musique de Michel Legrand a été refusée.

Jean-Pierre Melville contacte tout d'abord Michel Legrand pour écrire cette bande originale qu'il voulait empreinte de jazz. Bien qu'il ait apprécié son travail pour son précédent film, le cinéaste a préféré écarter Éric Demarsan en lui annonçant : « Je vais tourner un nouveau film. Vous n'en composerez pas la partition. ». Mais la musique très spectaculaire de Legrand ne sera finalement pas retenue. Alors que son film est déjà mixé, Melville, en panne de compositeur, rappelle Demarsan en lui fixant un énigmatique rendez-vous à Boulogne dont l'objet n'est pas indiqué. Le musicien s'y rendra et apprend qu'il ne dispose que de trois semaines pour tout écrire. Michel Legrand, très fair-play, a appelé Demarsan très peu de temps après ce rendez-vous en lui proposant même de l'aider pour les arrangements. Demarsan a avoué par la suite que Melville ne lui avait même pas dévoilé qu'il avait d'abord pensé à Legrand pour écrire la musique, et qu'il l'a su quelques jours plus tard.
Les trois titres de la musique inédite écrite par Michel Legrand ont été réunis en bonus sur la compilation Jean-Pierre Melville : Le Cercle noir, parue chez Universal Music Jazz en 2008. Figurent également sur ce disque les pistes composées par Demarsan pour les mêmes passages du film avec le premier Final tel qu'il fut proposé à Melville. Cependant, le livret n'indique pas lequel des titres a été utilisé pour la scène dansée dans la boîte de nuit parisienne.

#### Composition

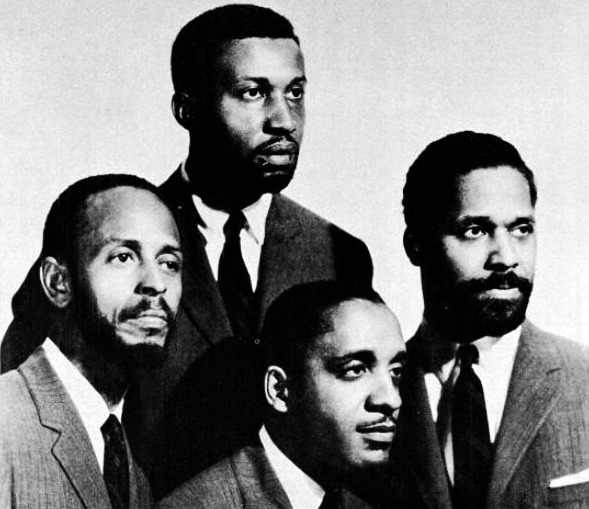
Demarsan s'est inspiré du Modern Jazz Quartet pour la bande originale.

Melville demanda à Demarsan de composer une bande originale minimaliste en s'inspirant du Modern Jazz Quartet,. Afin de mieux guider le jeune musicien, Melville lui fait écouter une bande magnétique de la musique du film Le Coup de l'escalier de Robert Wise : « Voilà la couleur dont j'ai besoin ! », s'écria-t-il. Ce que le compositeur traduira par un thème principal hypnotique en forme d'épure mélodique se bouclant sur elle-même, avec une instrumentation à base de cuivres mélangés à un quintette de jazz.
Le réalisateur insistera auprès du musicien pour personnaliser quelques lieux emblématiques du film en utilisant des thèmes spécifiques : une musique de type « jazz-radio » pour les scènes de voiture, une valse musette pour la séquence à l'hôtel, et une orchestration de style big band pour le nightclub. Dans une interview pour la collection de CD Écoutez le cinéma !, le jeune compositeur se rappela que l'une des principales difficultés pour lui, fut de réécrire une nouvelle musique pour la scène des ballets de la boîte de nuit, qui avait été filmée en utilisant les enregistrements « playback » fournis par Michel Legrand. Demarsan a donc été obligé de composer sa partition en respectant au plus près la chorégraphie initiale,.
Confronté à une mise en scène beaucoup plus dynamique que dans L'Armée des ombres, Demarsan a parfois opté pour des musiques plus « linéaires », comme dans la séquence de la poursuite de Gian Maria Volonté par les gendarmes, où il a demandé au batteur Daniel Humair de « faire une improvisation […] qui monte petit à petit, qui arrive à un sommet et qui redescend ». Pour une scène dans laquelle le personnage de Corey (joué par Alain Delon) se trouve dans une cage d'ascenseur traversée par une lumière intermittente, Melville lui indiquera : « Cette image, c'est une prémonition de la mort. Votre musique doit nous la faire pressentir… ». À ce moment-là, le spectateur n'a d'ailleurs plus aucun doute sur l'issue tragique du film. Pour le générique de fin, Melville ne choisira pas l'une des deux maquettes de final composées par Demarsan, il leur préféra une reprise du thème principal d'ouverture joué par le quintette afin de boucler la boucle du cercle rouge.

#### Musiciens
En un temps très court et fort de son expérience sur L'Armée des ombres, Éric Demarsan a composé et arrangé cette partition pour un quintette de jazz (incluant une guitare électrique), auquel s'ajoutent parfois des cordes, cuivres et quelques bois, réunis pour l'occasion.
La composition de l'orchestre et des solistes, placés sous la direction d'Éric Demarsan lui-même, a été dévoilée lors de la réédition en format CD de l'album :
| Formation                | Musicien(s)       | Instrument                  | Observation(s)                                        |
| ------------------------ | ----------------- | --------------------------- | ----------------------------------------------------- |
| Quintette jazz (de base) | Daniel Humair     | Batterie                    |                                                       |
| Quintette jazz (de base) | Guy Pedersen      | Contrebasse                 |                                                       |
| Quintette jazz (de base) | Georges Arvanitas | Piano                       |                                                       |
| Quintette jazz (de base) | Bernard Lubat     | Vibraphone                  |                                                       |
| Quintette jazz (de base) | (non crédité)     | Guitare électrique          |                                                       |
| Musiciens additionnels   | Joss Baselli      | Accordéon                   | Sur la piste Un Indicateur Scrupuleux (valse musette) |
| Musiciens additionnels   | Raymond Guiot     | Flûte                       |                                                       |
| Musiciens additionnels   | (non crédités)    | Ensemble de bois et cuivres |                                                       |
| Musiciens additionnels   | (non crédités)    | Ensemble de cordes          |                                                       |

#### Enregistrement et publication de l'album
La musique du film sera enregistrée par Claude Ermelin au Studio Davout à Paris, en octobre 1970. L'album de la bande originale est publié la même année par la nouvelle maison de disques Pierre Cardin. La version Écoutez le Cinéma no 04 propose deux maquettes inédites pour le final, ainsi que des morceaux occultés en 1970 afin de se plier à la durée d'enregistrement des disques 33 tours et des deux faces d'enregistrement. Cette édition a été remastérisée par Olivier Saint-Yves entre 1999 et 2000.

#### Discographie

##### Compilations
Sources : sauf indication contraire ou complémentaire, les informations mentionnées ci-dessus sont basées sur la page consacrée à l'album sur le site (en) Chronological Scores / Soundtracks, et peuvent être confirmées par la base de données discographiques Discogs.

## Versions étrangères
Le film est sorti dans les versions étrangères suivantes (doublage et/ou sous-titrage, liste non exhaustive) :
- The Red circle (version anglaise et internationale) ;
- I Senza Nome (version italienne) ;
- El Círculo rojo (version espagnole et argentine) ;
- De Rode cirkel (version belge flamande) ;
- O Circulo Vermelho (version brésilienne) ;
- Vier im roten Kreis (version allemande) ;
- Cercul roșu (version roumaine) ;
- Den røde cirkel (version danoise) ;
- Punainen ympyrä (version finlandaise) ;
- Epiheirisi : Kokkinos kyklos / O kokkinos kyklos / Skliros kai akatamahitos (versions grecques) ;
- A vörös kör (version hongroise) ;
- Den røde sirkel (version norvégienne) ;
- W kręgu zła (version polonaise) ;
- O Círculo Vermelho (version portugaise) ;
- Crveni krug (version serbe) ;
- Den röda cirkeln (version suédoise) ;
- Ates çemberi (version turque).

## Rééditions
En France
- DVD paru chez StudioCanal (plusieurs jaquettes différentes)
- Blu-ray paru chez StudioCanal avec des bonus
- Blu-ray 4K chez StudioCanal avec les précédents bonus et un nouveau documentaire de 43 minutes « Le cercle parfait »

Aux États-Unis
- Blu-ray paru chez The Criterion Collection[30] avec 1 h 45 de bonus (interviews de Melville, Alain Delon, Yves Montand, André Bourvil, Bernard Stora, et Rui Nogueira)
- Double DVD paru chez The Criterion Collection avec 1 h 45 de bonus (interviews de Melville, Alain Delon, Yves Montand, André Bourvil, Bernard Stora, et Rui Nogueira)